# Anirban Lahiri
Anirban Lahiri (Anirbāṇ Lāhiṛī; nascido em 29 de junho de 1987) é um jogador profissional de golfe indiano que atualmente joga no European Tour, no Asian Tour e no PGA Tour.
Tornou-se profissional em 2007.
Representou Índia no jogo por tacadas individual masculino do golfe nos Jogos Olímpicos de Verão de 2016, realizados no Rio de Janeiro, Brasil.